# Brenda Stauffer
Brenda Stauffer, née le 8 avril 1961, est une joueuse de hockey sur gazon américaine.

## Carrière
Brenda Stauffer fait partie de l'équipe des États-Unis de hockey sur gazon féminin médaillée de bronze aux Jeux olympiques de 1984 à Los Angeles.